# Долни Хотар
Долни Хотар (словац. Dolný Chotár) — село в окрузі  Ґаланта Трнавського краю Словаччини. Площа села 13,88 км². Станом на 31 грудня 2015 року в селі проживало 411 жителів.

## Історія
Перші згадки про село датуються 1960 роком.

## Населення
| Рік:            | 1994. | 2004.   | 2014.     | 2024.    |
| --------------- | ----- | ------- | --------- | -------- |
| Кількість осіб: | 221   | 205     | 432       | 344      |
| Різниця:        |       | -7,23 % | +110,73 % | -20,37 % |

| Рік:            | 2023. | 2024.   |
| --------------- | ----- | ------- |
| Кількість осіб: | 341   | 344     |
| Різниця:        |       | +0,87 % |